# Еропкин, Василий Михайлович (окольничий)
Василий Михайлович Еропкин (?—1667) — воевода, дворецкий и окольничий во времена правления Алексея Михайловича.
Из дворянского рода Еропкины. Старший сын Михаила Фёдоровича Еропкина, упомянутого в 1589 году. Имел младшего брата Владимира Михайловича, пожалованного в 1663 году комнатным стольником.

## Биография
В 1636—1640 годах в Боярской книге показан стряпчим. В 1640 году, вместе с Михаилом Фёдоровичем Еропкиным местничали с бояриным Фёдором Ивановичем Шереметьевым в связи с местническим делом Ивана Фёдоровича Еропкина с князем В. Г. Ромодановским Меньшим. В 1649—1650 годах воевода в Воронеже. В 1653—1655 годах воевода в Костроме. В 1656 году показан стольником. В мае 1656 года, во время государева похода против шведов, оставлен в Москве дворецким при царице Марии Ильиничне Милославской. В январе 1657 года пожалован в окольничии и обедал у Государя за столом в Передней палате. В 1662—1666 годах первый в мастерской палате царицы Марии Ильиничны.
Умер в 1667 году.

## Семья
От брака с неизвестной имел детей:
- Мария Васильевна — жена князя Андрея Яковлевича Хилкова.